# Croton yungensis
Espèce
Croton yungensis est une espèce de plantes à fleurs du genre Croton et de la famille des Euphorbiaceae, présente en Bolivie.